# Velden (Media Franconia)
Velden è una città tedesca di 1 808 abitanti, situata nel land della Baviera.